# Hilde Gjermundshaug Pedersen
Hilde Gjermundshaug Pedersen (* 8. November 1964 in Hamar) ist eine ehemalige norwegische Skilangläuferin sie startete für Nybygda IL.

## Werdegang
Hilde Gjermundshaug Pedersen gewann bei den Junioren-Weltmeisterschaften 1983 im finnischen Kuopio sowohl im Einzel über 5 Kilometer, als auch mit der 3-mal-5-Kilometer-Staffel der Norwegerinnen die Silbermedaille und bei den Juniorenweltmeisterschaften 1984 in Trondheim Silber über 5 km und Gold mit der Staffel. Zuvor wurde sie bei den Juniorenweltmeisterschaften 1982 in Murau Vierte über 5 km. Ihr Debüt im Weltcup gab sie am 3. März 1984. Einige Jahre später zog sie sich ein erstes Mal als Langläuferin zurück und war dann stattdessen für längere Zeit eine erfolgreiche Ski-Orientierungsläuferin. Der Sieg im Ski-OL-Weltcup 1997 war ihr international größter Erfolg in dieser Sportart. Im selben Jahr, 1997, kehrte Pedersen wieder zum Langlauf zurück.
Pedersen gewann bei den Olympischen Winterspielen 2002 Silber mit der Staffel. Bei der WM 2003 gewann sie Bronze im Sprint und über 10 km klassisch sowie Silber mit der Staffel, bei der WM 2005 Gold mit der Staffel. Bei den Olympischen Winterspielen 2006 errang sie im 10-km-Lauf im klassischen Stil die Bronzemedaille. Beim Wasalauf über 45 km am 4. März desselben Jahres belegte sie hinter Marit Bjørgen den zweiten Platz. Nachdem sie zu Saisonende 2005/2006 im März 2006 ihr sofortiges Karriereende verkündete, trat sie im November des gleichen Jahres vom Rücktritt zurück und wird im „reifen“ Alter von 42 Jahren noch eine Saison absolvieren.
Am 7. Januar 2006 gewann Hilde (41 Jahre) das 10-km-Klassikrennen in Otepää Estland und ist damit die älteste Frau, die ein Weltcuprennen gewinnen konnte. Am 28. Januar 2007 gewann sie den zum Worldloppet gehörenden Marcialonga Lauf.
Nach Ende der Saison 2006/2007 gab Pedersen an, sich nur noch den Marathonstrecken widmen zu wollen. Dementsprechend wurde sie zu Beginn der Saison 2007/2008 in der Statistik der FIS als „retired“ geführt. Für eine Überraschung sorgte Pedersen dann, als sie im ersten Saisonrennen am 24. November 2007 in Beitostoelen antrat und im Beisein der gesamten Weltelite im Alter von mittlerweile 43 Jahren einen respektablen 13. Platz belegte. Seit diesem letzten Auftritt im Weltcup nimmt sie nur noch am niederklassigen FIS-Cup, an norwegischen Meisterschaften oder am Skilanglauf-Marathon-Cup teil. So belegte sie am 21. Januar 2010 beim FIS-Cup in Stokke im Alter von 45 Jahren den 19. Platz.
Hilde Gjermundshaug Pedersen hat zwei Töchter, die Zwillinge Eli Gjermundshaug Pedersen und Ida Gjermundshaug Pedersen (* 6. April 1988). Bei den norwegischen Meisterschaften 2006 gewannen sie zusammen den ersten Platz in der Staffel.

## Erfolge

### Siege bei Weltcuprennen
| Nr. | Datum          | Ort    | Disziplin       |
| --- | -------------- | ------ | --------------- |
| 1.  | 7. Januar 2006 | Otepää | 10 km klassisch |

| Nr. | Datum             | Ort         | Disziplin               |
| --- | ----------------- | ----------- | ----------------------- |
| 1.  | 16. Dezember 2001 | Davos       | 4 × 5 km Staffel 1      |
| 2.  | 8. Dezember 2002  | Davos       | 4 × 5 km Staffel 2      |
| 3.  | 26. Januar 2003   | Oberhof     | 6 × 1,5 km Teamsprint 3 |
| 4.  | 26. Oktober 2003  | Düsseldorf  | Teamsprint 4            |
| 5.  | 23. November 2003 | Beitostølen | 4 × 5 km Staffel 5      |
| 6.  | 7. Dezember 2003  | Toblach     | Teamsprint 4            |
| 7.  | 14. Dezember 2003 | Davos       | 4 × 5 km Staffel 6      |
| 8.  | 11. Januar 2004   | Otepää      | 4 × 5 km Staffel 5      |
| 9.  | 15. Februar 2004  | Oberstdorf  | Teamsprint 4            |
| 10. | 22. Februar 2004  | Umeå        | 4 × 5 km Staffel 5      |
| 11. | 6. März 2004      | Lahti       | Teamsprint 7            |
| 12. | 24. Oktober 2004  | Düsseldorf  | Teamsprint 4            |
| 13. | 21. November 2004 | Gällivare   | 4 × 5 km Staffel 8      |
| 14. | 23. Oktober 2005  | Düsseldorf  | Teamsprint 4            |
| 15. | 20. November 2005 | Beitostølen | 4 × 5 km Staffel 9      |
| 16. | 19. November 2006 | Gällivare   | 4 × 5 km Staffel 5      |

### Siege bei Worldloppet-Cup-Rennen
Anmerkung: Vor der Saison 2015/16 hieß der Worldloppet Cup noch Marathon Cup.
| Nr. | Datum           | Ort                          | Rennen            | Disziplin                   |
| --- | --------------- | ---------------------------- | ----------------- | --------------------------- |
| 1.  | 18. März 2006   | Rena–Lillehammer             | Birkebeinerrennet | 54 km klassisch Massenstart |
| 2.  | 28. Januar 2007 | Val di Fiemme / Val di Fassa | Marcialonga       | 70 km klassisch Massenstart |
| 3.  | 15. März 2008   | Rena–Lillehammer             | Birkebeinerrennet | 54 km klassisch Massenstart |
| 4.  | 25. Januar 2009 | Val di Fiemme / Val di Fassa | Marcialonga       | 70 km klassisch Massenstart |
| 5.  | 21. März 2009   | Rena–Lillehammer             | Birkebeinerrennet | 54 km klassisch Massenstart |

### Sonstige Siege bei Skimarathon-Rennen
- 2004 Tjejvasan, 30 km klassisch

### Siege bei Continental-Cup-Rennen
| Nr. | Datum          | Ort   | Disziplin        | Serie            |
| --- | -------------- | ----- | ---------------- | ---------------- |
| 1.  | 6. Januar 2008 | Tolga | 15 km Verfolgung | Scandinavian Cup |

## Teilnahmen an Weltmeisterschaften und Olympischen Winterspielen

### Olympische Spiele
- 2002 Salt Lake City: 2. Platz Staffel, 6. Platz 10 km klassisch, 14. Platz 15 km Freistil Massenstart, 14. Platz 10 km Verfolgung, 19. Platz Sprint Freistil
- 2006 Turin: 3. Platz 10 km klassisch, 5. Platz Staffel, 10. Platz 15 km Verfolgung, 28. Platz Sprint Freistil

### Nordische Skiweltmeisterschaften
- 1999 Ramsau: 14. Platz 15 km Freistil
- 2001 Lahti: 2. Platz Staffel, 4. Platz 15 km klassisch, 6. Platz 10 km klassisch
- 2003 Val di Fiemme: 2. Platz Staffel, 3. Platz Sprint Freistil, 3. Platz 10 km klassisch, 4. Platz 15 km klassisch Massenstart, 4. Platz 2 × 5 km Doppelverfolgung
- 2005 Oberstdorf: 1. Platz Teamsprint Freistil, 1. Platz Staffel, 11. Platz 15 km Verfolgung

### Ski-Orientierungslauf-Weltmeisterschaften
- 1992 Pontarlier: 2. Platz Staffel, 8. Platz Langdistanz, 24. Platz Kurzdistanz
- 1994 Val di Non: 2. Platz Kurzdistanz, 2. Platz Staffel, 4. Platz Langdistanz
- 1996 Lillehammer: 2. Platz Langdistanz, 5. Platz Kurzdistanz
- 1998 Windischgarsten: 3. Platz Staffel, 9. Platz Langdistanz, 14. Platz Kurzdistanz

## Weltcup-Gesamtplatzierungen
| Saison    | Gesamt | Gesamt | Distanz | Distanz     | Sprint | Sprint |
| Saison    | Punkte | Platz  | Punkte  | Platz       | Punkte | Platz  |
| --------- | ------ | ------ | ------- | ----------- | ------ | ------ |
| 1983/84   | 7      | 45.    | –       | –           | –      | -      |
| 1984/85   | 2      | 56.    | –       | –           | –      | -.     |
| 1998/99   |        |        | 24      | 32. 1       | 8      | 71.    |
| 1999/2000 | 262    | 16.    | 38 86   | 21. 1 21. 2 | 138    | 7.     |
| 2000/01   | 280    | 14.    | –       | –           | 96     | 19.    |
| 2001/02   | 552    | 6.     | –       | –           | 223    | 5.     |
| 2002/03   | 543    | 5.     | –       | –           | 248    | 6.     |
| 2003/04   | 856    | 4.     | 656     | 4           | 200    | 8.     |
| 2004/05   | 552    | 6.     | 387     | 6.          | 165    | 10.    |
| 2005/06   | 557    | 8.     | 421     | 6.          | 136    | 20.    |
| 2006/07   | 91     | 45.    | 91      | 25.         | –      | -      |
| 2007/08   | 20     | 69.    | 20      | 44.         | –      | -      |